# Da Capo Press
Da Capo Press é uma editora americana com sede em Boston, Massachusetts. Agora é uma impressão da Hachette Books.

## História
Fundada em 1964 como editora de livros musicais, como uma divisão da Plenum Publishers, Desde 2009  tinha escritórios adicionais na cidade de Nova York, Filadélfia, Los Angeles e Emeryville, Califórnia. No ano anterior, a Da Capo Press teve vendas líquidas de mais de US $ 2,5 milhões.
Em abril de 2016, a Da Capo Press foi adquirida pela Hachette Book Group como parte da compra da Perseus Books pela Hachette. Após a venda, o selo irmão Seal Press se tornou um selo Da Capo. Em 2018, Da Capo tornou-se um selo da Hachette Books e Seal tornou-se um selo da Basic Books.